# When the Kite String Pops
When the Kite String Pops è un album della band metal Acid Bath, pubblicato l'8 agosto 1994.

## Il disco
Considerato un classico underground, l'album unisce sonorità sludge con influenze black e death metal. Un altro marchio di fabbrica dell'album sono i testi del cantante Dax Riggs, intrisi da un viscerale fascinazione per il macabro e un'oscura vena poetica nel descrivere situazioni orrorifiche.
A metà dell'album è presente una ballad, forse il brano più famoso della band, Scream of the butterfly.
La copertina è un dipinto del serial killer John Wayne Gacy che raffigura se stesso nelle vesti di un clown, le stesse che indossava nel periodo in cui compieva i propri omicidi.
Al 1999 le vendite dell'album negli Stati Uniti si aggiravano attorno alle 37 000 copie, considerato un buon risultato per una band avversa a ogni promozione e che ha pubblicato esclusivamente su etichette indipendenti.

## Tracce
1. The Blue – 6:13
2. Tranquilized – 4:14
3. Cheap Vodka – 2:14
4. Finger Paintings of the Insane – 6:04
5. Jezebel – 4:53
6. Scream of the Butterfly – 6:14
7. Dr. Seuss Is Dead – 6:04
8. Dope Fiend – 5:19
9. Toubabo Koomi – 5:01
10. God Machine – 5:00
11. The Morticians Flame – 4:05
12. What Color Is Death – 3:19
13. The Bones of Baby Dolls – 6:00
14. Cassie Eats Cockroaches – 4:22

## Formazione
- Dax Riggs - voce
- Mike Sanchez - chitarra
- Sammy "Pierre" Duet - chitarra
- Audie Pitre - basso
- Jimmy Kyle - batteria